# Jettatore (film)
Jettatore è un film argentino del 1938 scritto e diretto da Luis Bayón Herrera, tratto dalla commedia teatrale omonima di Gregorio de Laferrère, di cui mantiene il tono umoristico insieme all'intento di critica sociale.

## Trama
La vicenda narra le disavventure di un uomo al quale comincia a essere attribuita una funesta influenza magnetica che reca la malasorte a tutti coloro che entrano in contatto con lui, che acquista così fama di iettatore. La credenza nella iettatura era molto diffusa nella regione di Buenos Aires.

## Critica
Calki sul Mundo scrive che il film è «molto divertente e di brillante fattura ... fa ridere con mezzi semplici ... un successo del cinema nazionale». Da parte sua Roland su Crítica lo giudica una «commedia divertente, elegante realizzata con molta maestria ... con dettagli gustosi e un tono caricaturale che sconfina di continuo nella satira».